# Luxemburgia flexuosa
Luxemburgia flexuosa är en tvåhjärtbladig växtart som beskrevs av C. Sastre. Luxemburgia flexuosa ingår i släktet Luxemburgia och familjen Ochnaceae. Inga underarter finns listade i Catalogue of Life.